# Naraha
Naraha (jap. 楢葉町 Naraha-machi) – miasto w Japonii, na wyspie Honsiu, w prefekturze Fukushima. Według danych na rok 2020 miejscowość zamieszkiwało 3 710 mieszkańców , a gęstość zaludnienia wyniosła 35,8 os./km².